# Wilhelm Redeker
Wilhelm Christian Leopold Redeker (* 26. März 1812 in Groß Berkel; † 14. Februar 1871 in Groß Berkel) war ein deutscher Gutsbesitzer und Politiker.

## Leben
Wilhelm Redeker besuchte die Dorfschule in Groß Berkel und erhielt eine landwirtschaftliche Ausbildung auf dem dortigen väterlichen Gut. 1831 wurde er zweiter Verwalter auf dem Gut Bisperode. 1835 übernahm er das Gut Vallentrup im Fürstentum Lippe. 1848 war er Bürgerwehrkommandant des lippischen Amtes Sternberg, später dort auch Amtsgemeinderat. 1852 erbte er den väterlichen Besitz in Groß Berkel und 1854 wurde er Mitglied der Calenberg-Grubenhagenschen Landschaft. 1853, von 1856 bis 1862 und von 1863 bis 1866 war er Mitglied der Zweiten Kammer der Ständeversammlung des Königreichs Hannover. 1867 war er Mitbegründer der Nationalliberalen Partei sowie Vertrauensmann Preußens bei der Beratung der hannoverschen Provinzialverfassung.
Von 1865 bis 1866 gehörte er dem Lippischen Landtag und von 1867 bis zu seinem Tode dem Hannoverschen Provinziallandtag an. Von 1867 bis 1870 war er Mitglied des Preußischen Abgeordnetenhauses. Von 1867 bis 1871 war er außerdem Abgeordneter im Reichstag des Norddeutschen Bundes für den Wahlkreis Hannover 9 (Hameln, Linden, Springe). In dieser Eigenschaft war er auch Mitglied des von 1868 bis 1870 tagenden Zollparlaments.